# Lope Ferrench III de Luna
Lope Ferrench III de Luna (m. 1304) fue un caballero aragonés del linaje de los Luna, de la rama Ferrench de Luna.

## Biografía
Era hijo de Artal I de Luna, V señor de Luna, y de su esposa María Fernández, y hermano de Artal II de Luna, VI señor de Luna (m. 1289), y de Alamán de Luna.
Fue el VII señor de Luna en calidad de tenente.
Se casó en primeras nupcias con Eva Ximénez de Urrea con quién concibió a: 
- Artal III de Luna, VIII señor de Luna (m. 1323)[1]
- Pedro López de Luna (m. 1345), obispo luego arzobispo de Zaragoza.[1]
- Fernán López de Luna, casado con Blanca de Ayerbe.[1]

Posteriormente se casó en segundas nupcias con Aldonza de Cervera, sin descendencia.